# Fatimider
Fatimiderna (arabiska: الفاطميون, al-Fāṭimiyyūn) var den regerande dynastin i det fatimidiska imperiet eller fatimidiska kalifatet, som styrde Nordafrika från 909 till 1171. Namnet fatimider härleds från profeten Muhammeds dotter Fatima.
Fatimiderna tillhörde den shiitiska grenen av islam och till en sekt som kallades ismailiter. Deras rike var det enda av kalifaten som hade shiaislam som statsreligion.

## Historia

### Grundande
Dynastin grundades år 909 när syriske Said ibn Hussein fritogs från fängelset i Kairouan av kutamafolket under ledning av den shiamuslimske predikaren Abu 'Abdullah al-Shi'i. Denne hade med stor framgång konverterat och uppviglat stammar i Nordafrika vilket hade inspirerat ibn Hussein att fara västerut och predika. Den aghlabidiske emiren av Ifriqiya, som var lojal till det sunnimuslimska Abbasidkalifatet, lät då fängsla honom. Efter fritagningen lät ibn Hussein utropade sig själv till mahdi och kalif och tog namnet Ubayd Allah. Han hävdade att han var en ättling till Muhammeds dotter Fatima. Snart kontrollerade Ubayd Allah hela centrala Maghreb, ett område som omfattar dagens Marocko, Algeriet, Tunisien och Libyen. Hans nybyggda huvudstad Mahdia (uppkallad efter honom själv) låg i nuvarande Tunisien.

### Expansion
Man expanderade österut och tog över Abbasidkalifatets västra territorier och vasallstater. Fatimiderna gick in i abbasidiska Egypten år 969 där de grundade en ny huvudstad vid al-Qahira (Kairo), som betyder "den triumferande". De fortsatte att erövra kringliggande områden så att de styrde hela den södra Medelhavskusten från Tunisien till Syrien, och även Sicilien. Kalifatet berodde även i fortsättningen i stor utsträckning på soldater från lojala berberstammar. När man mötte abbasidernas turkiska styrkor i Syrien började krigsväsendet på allvar omorganiseras och man tog in turkar, armenier m fl istället för att bero på nordafrikanska stammar.
Fatimidiska kalifatet knöt relationer med den kinesiska Songdynastin med vilken man bedrev långväga handel men också gjorde att man inte byggde ut eller effektiviserade Nilens bevattningssystem för skördar på hemmaplan.
Imperiet fortsatte att växa och blomstra tills al-Hakim (985–1021) blev kalif. Hans bana började lovande med byggandet av den stora Al Hakim-moskén i Kairo. Han bröt med traditionerna och umgicks med folket för att kunna vara mer direkt delaktig i sina projekt. Så småningom blev han sinnessjuk och avrättade dem han inte gillade och införde godtyckliga lagar, till exempel att kvinnor förbjöds att arbeta på dagen och att sova på natten. Hans död är omgiven av mystik, men vissa hävdade att han var gudomlig och hade uppstigit i en andlig värld. Dessa blev kända som druser, en folkgrupp som finns än idag i Mellanöstern.

### Nedgång och fall
Efter omkring 1060 minskade områdena under Fatimidiska kalifatets kontroll markant. Egypten själv drabbades av etniska konflikter och inbördeskrig som resulterade i försvagade institutioner och en vacklande statsapparat. När ziriderna i Ifriqiya, fatimidernas ursprungsområde, bytte till sunniislam och erkände abbasidernas kalif i Bagdad så skickade man Banu Hilal, en arabisk beduinstam, till Nordafrika som besegrade fienden. Detta var början till en "arabisering" av Nordafrika.
Omkring 1070 började turkiska invasioner av Levanten försvaga fatimidernas grepp om området. Feodalsystemet iqta försvagade också centralstyret i allt större utsträckning. I slutet av 1000-talet slog korstågen fullständigt ut fatimiderna i Syrien och korsfararstater samt turkiska krigsherrar tog över kontrollen.
I början av 1160-talet styrde visiren Shawar det fatimidiska riket men störtades snart av sin sekond Dirgham som tog över som regeringschef. Kaliferna hade då reducerats till nominella statschefer utan reell makt. I norr låg korsfararna och de turkiska seldjukerna i konstanta stridigheter med varandra. Kung Amalrik I av Jerusalem invaderade Egypten år 1163 men tvingades vända om. Året därpå allierade sig den störtade Shawar med seldjukväldets emir i Damaskus, Nur ed-Din, i ett försök att återta kontroll över Egypten vilket också lyckades. Shawar vände sig därefter mot Nur ed-Din och allierade sig med Amalrik istället. Efter två krig mellan Jerusalem och Damaskus om Egypten 1166 och 1168 tog Nur ed-Dins general Shirkuh år 1169 makten från Shawar efter att de två, åter i allians, försvarat landet mot Amalrik. Shirkuh dog kort därefter av en halsböld och efterträddes av sin brorson Saladin som fatimidiska Egyptens visir.
Motståndet mot Saladin var stort i Egypten; dels var han en utländsk ockupant och dels sunnimuslim. Han tvingades omstrukturera krigsmakten efter uppror och samla försvaret mot korsfararanfall. Han utsåg medvetet sunnitiska rådmän till juridiska ämbeten för att försvaga motståndet från det religiösa etablissemanget samtidigt som han lät pålitliga element i den gamla eliten behålla sina positioner. Nur ed-Din visste lite om sin generals brorson och ville försäkra sig om Saladins lojalitet samt vinna den abbasidiske kalifens förtroende så i juni 1171 beordrades Saladin att lösa upp det fatimidiska kalifatet. Kalif al-Adid dog kort därefter, Saladin utropade sig till sultan av Egypten och 17 september 1171 hölls fredagsbönen i Kairo i den abbasidiske kalifen al-Mustadis namn.
Fatimidiska kalifatet efterträddes av det ayyubidiska sultanatet och sunniislam blev åter statsreligion i Egypten.

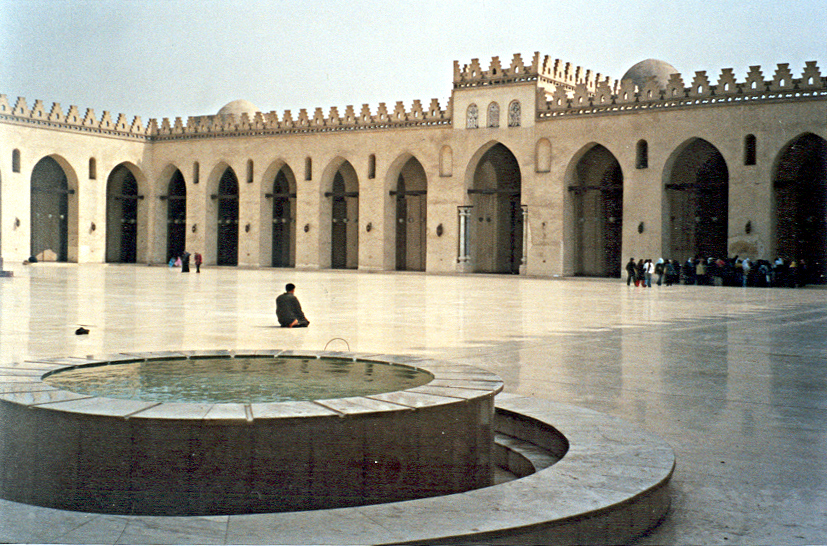
Al-Hakims moské i Kairo, färdig år 992

## Kultur
Till skillnad från andra styrande vid denna tid, så berodde fatimidernas offentliga karriär mer på meriter än på arv, stamtillhörighet och intriger. Människor från andra grenar av islam, till exempel sunni, kunde likaväl som shiiter få offentliga poster. Toleransen utsträckte sig även till icke-muslimer, vilket innebar att även kristna och judar fick höga poster inom regeringsväsendet.
Man var även intresserad av arkitektur och litteratur och sponsrade ofta lovande skriftlärda samt konstruerandet av byggnadsverk.

## De fatimidiska kaliferna
Släktträd över de fatimidiska kaliferna. Kaliferna anges med ordningsnummer framför sina namn samt regeringsperiod efter.
| 1. Ubayd Allah al-Mahdi Billah (909 - 934)      |                                         |                                         |                                         |                                         |                                         |  |  |                            |                            |                            |                            |                            |                            |  |  |                           |                           |                           |                           |                           |                           |  |  |  |  |  |  |  |  |  |  |  |  |
|                                                 |                                         |                                         |                                         |                                         |                                         |  |  |                            |                            |                            |                            |                            |                            |  |  |                           |                           |                           |                           |                           |                           |  |  |  |  |  |  |  |  |  |  |  |  |
| 2. Muhammad al-Qaim Bi-Amrillah (934 - 946)     |                                         |                                         |                                         |                                         |                                         |  |  |                            |                            |                            |                            |                            |                            |  |  |                           |                           |                           |                           |                           |                           |  |  |  |  |  |  |  |  |  |  |  |  |
|                                                 |                                         |                                         |                                         |                                         |                                         |  |  |                            |                            |                            |                            |                            |                            |  |  |                           |                           |                           |                           |                           |                           |  |  |  |  |  |  |  |  |  |  |  |  |
| 3. Isma'il al-Mansur Bi-Nasrillah (946 - 952)   |                                         |                                         |                                         |                                         |                                         |  |  |                            |                            |                            |                            |                            |                            |  |  |                           |                           |                           |                           |                           |                           |  |  |  |  |  |  |  |  |  |  |  |  |
|                                                 |                                         |                                         |                                         |                                         |                                         |  |  |                            |                            |                            |                            |                            |                            |  |  |                           |                           |                           |                           |                           |                           |  |  |  |  |  |  |  |  |  |  |  |  |
| 4. Ma'ad al-Muizz Li-Deenillah (952 - 975)      |                                         |                                         |                                         |                                         |                                         |  |  |                            |                            |                            |                            |                            |                            |  |  |                           |                           |                           |                           |                           |                           |  |  |  |  |  |  |  |  |  |  |  |  |
|                                                 |                                         |                                         |                                         |                                         |                                         |  |  |                            |                            |                            |                            |                            |                            |  |  |                           |                           |                           |                           |                           |                           |  |  |  |  |  |  |  |  |  |  |  |  |
| 5. Abu Mansoor Nizar al-Aziz Billah (975 - 996) |                                         |                                         |                                         |                                         |                                         |  |  |                            |                            |                            |                            |                            |                            |  |  |                           |                           |                           |                           |                           |                           |  |  |  |  |  |  |  |  |  |  |  |  |
|                                                 |                                         |                                         |                                         |                                         |                                         |  |  |                            |                            |                            |                            |                            |                            |  |  |                           |                           |                           |                           |                           |                           |  |  |  |  |  |  |  |  |  |  |  |  |
| 6. Al-Hakim bi-Amr Allah (996 - 1021)           |                                         |                                         |                                         |                                         |                                         |  |  |                            |                            |                            |                            |                            |                            |  |  |                           |                           |                           |                           |                           |                           |  |  |  |  |  |  |  |  |  |  |  |  |
|                                                 |                                         |                                         |                                         |                                         |                                         |  |  |                            |                            |                            |                            |                            |                            |  |  |                           |                           |                           |                           |                           |                           |  |  |  |  |  |  |  |  |  |  |  |  |
| 7. Ali az-Zahir (1021 - 1035)                   |                                         |                                         |                                         |                                         |                                         |  |  |                            |                            |                            |                            |                            |                            |  |  |                           |                           |                           |                           |                           |                           |  |  |  |  |  |  |  |  |  |  |  |  |
|                                                 |                                         |                                         |                                         |                                         |                                         |  |  |                            |                            |                            |                            |                            |                            |  |  |                           |                           |                           |                           |                           |                           |  |  |  |  |  |  |  |  |  |  |  |  |
| 8. Ma'ad al-Mustansir Billah (1035 - 1094)      |                                         |                                         |                                         |                                         |                                         |  |  |                            |                            |                            |                            |                            |                            |  |  |                           |                           |                           |                           |                           |                           |  |  |  |  |  |  |  |  |  |  |  |  |
|                                                 |                                         |                                         |                                         |                                         |                                         |  |  |                            |                            |                            |                            |                            |                            |  |  |                           |                           |                           |                           |                           |                           |  |  |  |  |  |  |  |  |  |  |  |  |
|                                                 |                                         |                                         |                                         |                                         |                                         |  |  |                            |                            |                            |                            |                            |                            |  |  |                           |                           |                           |                           |                           |                           |  |  |  |  |  |  |  |  |  |  |  |  |
| 9. Al-Musta'li (1094 – 1101)                    | 9. Al-Musta'li (1094 – 1101)            | 9. Al-Musta'li (1094 – 1101)            | 9. Al-Musta'li (1094 – 1101)            | 9. Al-Musta'li (1094 – 1101)            | 9. Al-Musta'li (1094 – 1101)            |  |  | (Muhammad)                 | (Muhammad)                 | (Muhammad)                 | (Muhammad)                 | (Muhammad)                 | (Muhammad)                 |  |  |                           |                           |                           |                           |                           |                           |  |  |  |  |  |  |  |  |  |  |  |  |
| 9. Al-Musta'li (1094 – 1101)                    | 9. Al-Musta'li (1094 – 1101)            | 9. Al-Musta'li (1094 – 1101)            | 9. Al-Musta'li (1094 – 1101)            | 9. Al-Musta'li (1094 – 1101)            | 9. Al-Musta'li (1094 – 1101)            |  |  | (Muhammad)                 | (Muhammad)                 | (Muhammad)                 | (Muhammad)                 | (Muhammad)                 | (Muhammad)                 |  |  |                           |                           |                           |                           |                           |                           |  |  |  |  |  |  |  |  |  |  |  |  |
| 10. al-Amir Bi-Ahkamillah (1101 - 1130)         | 10. al-Amir Bi-Ahkamillah (1101 - 1130) | 10. al-Amir Bi-Ahkamillah (1101 - 1130) | 10. al-Amir Bi-Ahkamillah (1101 - 1130) | 10. al-Amir Bi-Ahkamillah (1101 - 1130) | 10. al-Amir Bi-Ahkamillah (1101 - 1130) |  |  | 11. al-Hafiz (1130 - 1149) | 11. al-Hafiz (1130 - 1149) | 11. al-Hafiz (1130 - 1149) | 11. al-Hafiz (1130 - 1149) | 11. al-Hafiz (1130 - 1149) | 11. al-Hafiz (1130 - 1149) |  |  |                           |                           |                           |                           |                           |                           |  |  |  |  |  |  |  |  |  |  |  |  |
| 10. al-Amir Bi-Ahkamillah (1101 - 1130)         | 10. al-Amir Bi-Ahkamillah (1101 - 1130) | 10. al-Amir Bi-Ahkamillah (1101 - 1130) | 10. al-Amir Bi-Ahkamillah (1101 - 1130) | 10. al-Amir Bi-Ahkamillah (1101 - 1130) | 10. al-Amir Bi-Ahkamillah (1101 - 1130) |  |  | 11. al-Hafiz (1130 - 1149) | 11. al-Hafiz (1130 - 1149) | 11. al-Hafiz (1130 - 1149) | 11. al-Hafiz (1130 - 1149) | 11. al-Hafiz (1130 - 1149) | 11. al-Hafiz (1130 - 1149) |  |  |                           |                           |                           |                           |                           |                           |  |  |  |  |  |  |  |  |  |  |  |  |
|                                                 |                                         |                                         |                                         |                                         |                                         |  |  |                            |                            |                            |                            |                            |                            |  |  |                           |                           |                           |                           |                           |                           |  |  |  |  |  |  |  |  |  |  |  |  |
|                                                 |                                         |                                         |                                         |                                         |                                         |  |  | 12. az-Zafir (1149 - 1154) | 12. az-Zafir (1149 - 1154) | 12. az-Zafir (1149 - 1154) | 12. az-Zafir (1149 - 1154) | 12. az-Zafir (1149 - 1154) | 12. az-Zafir (1149 - 1154) |  |  | (Yusuf)                   | (Yusuf)                   | (Yusuf)                   | (Yusuf)                   | (Yusuf)                   | (Yusuf)                   |  |  |  |  |  |  |  |  |  |  |  |  |
|                                                 |                                         |                                         |                                         |                                         |                                         |  |  | 12. az-Zafir (1149 - 1154) | 12. az-Zafir (1149 - 1154) | 12. az-Zafir (1149 - 1154) | 12. az-Zafir (1149 - 1154) | 12. az-Zafir (1149 - 1154) | 12. az-Zafir (1149 - 1154) |  |  | (Yusuf)                   | (Yusuf)                   | (Yusuf)                   | (Yusuf)                   | (Yusuf)                   | (Yusuf)                   |  |  |  |  |  |  |  |  |  |  |  |  |
|                                                 |                                         |                                         |                                         |                                         |                                         |  |  | 13. al-Faiz (1154 - 1160)  | 13. al-Faiz (1154 - 1160)  | 13. al-Faiz (1154 - 1160)  | 13. al-Faiz (1154 - 1160)  | 13. al-Faiz (1154 - 1160)  | 13. al-Faiz (1154 - 1160)  |  |  | 14. al-Adid (1160 - 1171) | 14. al-Adid (1160 - 1171) | 14. al-Adid (1160 - 1171) | 14. al-Adid (1160 - 1171) | 14. al-Adid (1160 - 1171) | 14. al-Adid (1160 - 1171) |  |  |  |  |  |  |  |  |  |  |  |  |